# 萊克維爾 (緬因州)
萊克維爾（英語：Lakeville）是一個位於美國緬因州佩諾布斯科特縣的鎮。

## 人口
根據2020年美國人口普查的數據，萊克維爾的面積為170.40平方千米，當中陸地面積為151.07平方千米，而水域面積為19.32平方千米。當地共有人口104人，而人口密度為每平方千米1人。